# Csong Gukcsin
Csong Gukcsin (hangul: 정국진, handzsa: 鄭國振, RR: Chung Kook-chin; 1917. január 2. – 1976. február 10.) dél-koreai labdarúgócsatár, edző.

## Pályafutása
1948 és 1954 között nyolc alkalommal szerepelt a dél-koreai válogatottban és négy gólt szerzett. Tagja volt az 1948-as londoni olimpián részt vevő csapatnak. 1954 májusában ezüstérmet szerzett a válogatottal a manilai Ázsia-játékokon, majd nyáron részt vett a csapattal a svájci világbajnokságon, ahol a magyar válogatottal szerepeltek egy csoportban.
1959–60-ban és 1964–65-ben a dél-koreai válogatott szövetségi kapitánya volt. Az 1960-as és 1964-es olimpiai selejtezőkön irányította a csapatott. 1964-ben kvalifikálta magát a csapat, így edzőként is részt vett olimpián. Halála előtt rövid ideig a dél-koreai labdarúgó-szövetség alelnöke volt.

## Sikerei, díjai
Dél-Korea
- Ázsia-játékok
  - ezüstérmes: 1954, Manila